# Abbaye Saint-Calixte de Cysoing
L'abbaye Saint-Calixte de Cysoing est une ancienne abbaye de l'ordre des Augustins fondée en 833 par Évrard de Frioul et son épouse Gisèle. Un château du XVIIIe siècle occupe son emplacement.

## Actes fondateurs

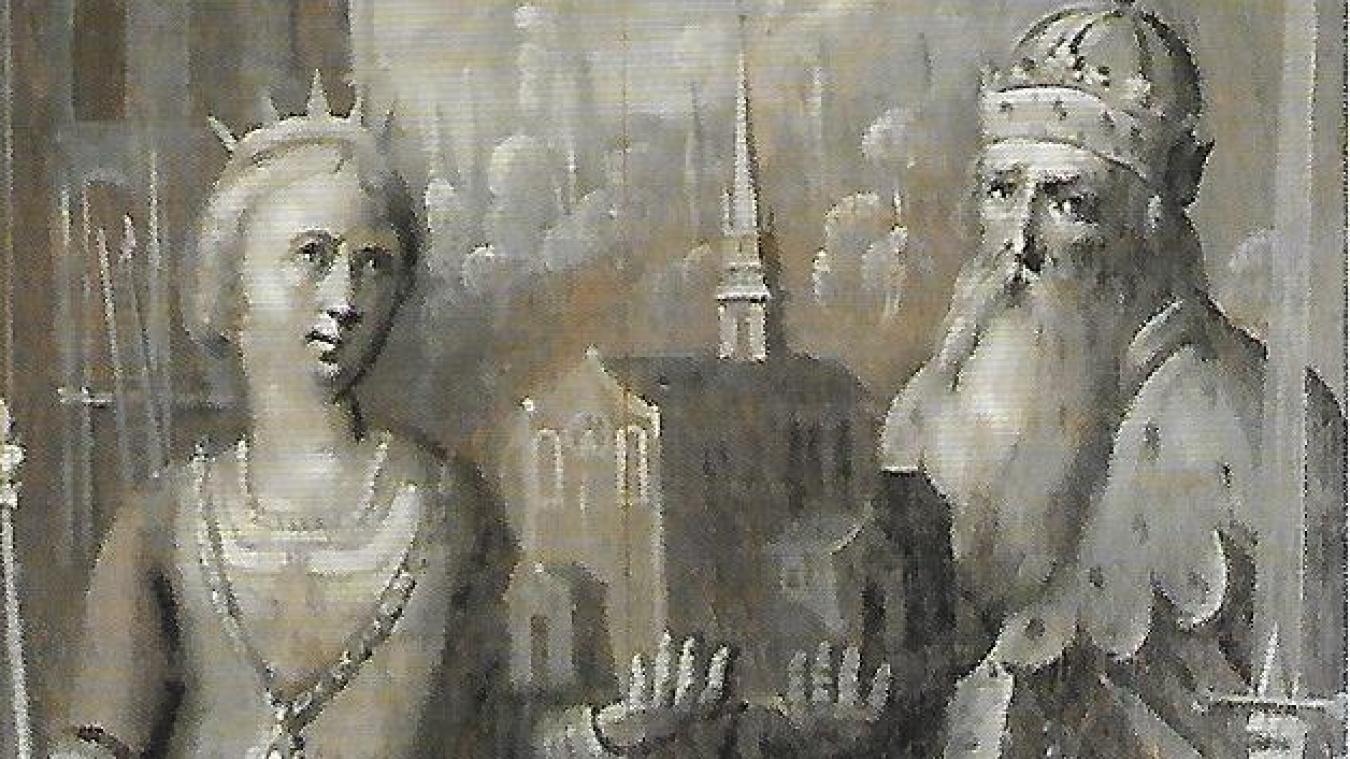
Évrard de Frioul et sa femme Gisèle à l'Abbaye de Cysoing

L'abbaye est fondée au IXe siècle par Évrard de Frioul et son épouse Gisèle. 
Son rattachement à l'ordre des Augustins en 1129 est opéré sous Rainaud II archevêque de Reims.
Selon une légende, une veuve dénommée Mathilde perdit son fils unique noyé dans l'Escaut à Tournai. Elle vint se consoler à l'abbaye de Cysoing. En repartant, à proximité de celle-ci, elle perdit son alliance d'or dans une fontaine, faisant le vœu que si elle la retrouvait, elle ferait construire une grande église. La bague remonta d'elle-même dans l'instant, elle exauça ainsi son vœu.

## Histoire
C'est grâce à son abbaye qu'au fil des siècles la commune a prospéré et acquis une solide notoriété dans la France entière. L'abbaye a été fondée à la fin du IXe siècle par saint Évrard, sur les terres que sa femme Gisèle avait apportées en dot. La jeune femme est la petite-fille de Charlemagne et la sœur de Charles le Chauve : en se mariant, elle a en sa possession l'équivalent de 8 000 hectares de terres.
L'abbaye de Cysoing est mise à sac lors de la « révolte des Gueux », une bande de pillards qui circulaient dans le secteur de Tournai et Menin. Peu après, en 1566, les habitants de Seclin, Gondecourt et Houplin, menés par Guislain de Haynin (premier de ce nom à être seigneur du Breucq à Seclin) parviennent en se liguer, à les bloquer en conjuguant leurs efforts et à les repousser définitivement dans les marais qu’il y avait alors dans ces parages.
Louis XV, en 1744, séjourne quelques jours à l'abbaye. Après la campagne de Flandre, il remporte la bataille de Fontenoy en 1745. En 1751, l'abbé de Cysoing, Laurent de Roque, fait ériger une pyramide en pierre bleue en souvenir du passage et de la victoire du roi. Cette pyramide, qui d'ailleurs n'en a que le nom puisqu'il s'agit en fait d'un obélisque, mesure près de 17 mètres de hauteur. Construite au cœur du parc de l'abbaye, on peut encore la voir aujourd'hui.
Pendant la Révolution française, l'abbaye est saccagée. Le 17 août 1792, elle est fermée : les livres, meubles et tableaux qu'elle contient sont tous emmenés : les confiscations révolutionnaires sont rassemblées à l'ancien couvent des Récollets à Lille.
Le 26 octobre 1793, elle est incendiée. Par la suite, les ruines sont dispersées.

## Réutilisations du site - explorations
- En 1800, le château de l'abbaye emploie partie des matériaux pour sa construction.

- En 1842, l'école communale de garçons est construite là où se trouvait la bibliothèque.

- Plusieurs campagnes de fouilles archéologiques se sont déroulées<[5], dont celles de 2008 et 2009 sont les plus récentes.
  - Crypte

Évrard de Frioul (dont le corps fut ramené d'Italie par son fils) et son épouse Gisèle ont été enterrés dans une crypte.
Au cours de la campagne de fouille de 1980-1981, la tombe du 35e abbé, Mathias de la Barre, a été mise au jour.

## Faits historiques

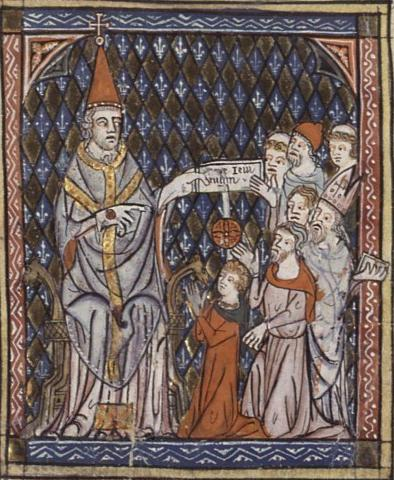
Saint Calixte Ier instituant les jeûnes, France, Paris, XIVe siècle.

- Après la disparition de la reine Isabelle, Philippe Auguste sait qu'il doit se remarier au plus vite. La succession dynastique n'est en effet pas assurée : son seul fils, Louis, n'a que quatre ans et vient de survivre à une grave maladie. Le choix d'Ingeburge de Danemark reste mystérieux. Sœur du roi Knut VI, âgée de dix-huit ans, elle n'est qu'une des nombreuses épouses possibles pour Philippe. Toujours est-il qu'un accord est conclu sur une dot de dix mille marcs d'argent, la princesse est amenée en France, Philippe la rencontre à Amiens le 14 août 1193 et l'épouse le jour même[8]. Le lendemain, Philippe fait écourter la cérémonie du couronnement de la reine et expédie Ingeburge au monastère de Saint-Maur-des-Fossés. Le roi annonce qu'il souhaite faire annuler le mariage. Ingeburge de Danemark part ensuite demander la charité à l'abbaye de Cysoing où elle est acceptée[9]. Elle n'en est libérée qu'en 1212, avant que l'assemblée de Soissons ne se soit séparée. Il s'agit de l'assemblée qui promulgua la déposition de Jean sans Terre[10].
- En 1219 Jean sire de Cysoing donne la loi de La Bassée[11]. Le texte de ce diplôme de 1219 commence ainsi : « Sachent tout cil ki sunt et ki avenir sunt ke io Iehans, sire de Cysoig, ay done a le vile de Cysoig le loy de la basseie, entirement et iretaulement a tenir a aus et a lor oir. »[Quoi ?]
- Le 12 mars 1283, l'archevêque de Reims Pierre Barbet atteste qu'en présence de plusieurs personnes,il a ouvert la châsse renfermant les reliques de saint Éverard, fondateur du monastère de Cysoing[12].
- La bataille de Mons-en-Pévèle opposa les troupes de Philippe le Bel aux troupes flamandes le 18 août 1304, troupes qui ont campé à Cysoing. Elle fut remportée par Philippe le Bel.
- En 1616 un os de fémur de saint Calixte, pape, fut obtenu des Rémois et reçu en l'abbaye par Jean VII des Rumeaux né à Lille. Décédé le 16 mai 1619, il fut enterré dans le chœur[13]. Certains auteurs écrivent même que le corps du pape Calixte Ier reposerait en l'abbaye[14].
- Le 26 février 1762, la foudre frappe la flèche de l'abbaye. Au sommet de la flèche se produit une aurore boréale qui inquiète les habitants, le tocsin est sonné ; le clocher une fois visité ne révèle aucun dégât[15].

## Hydrographie
La Chastel[Quoi ?] était parallèle aux anciennes fortifications du XVIIIe siècle[réf. nécessaire] et la Marque à proximité de Louvil.

## Protections
- Mur d'enceinte inscrit au titre des monuments historiques[16]
- Parc du château de l'abbaye cité à l'inventaire général du patrimoine culturel[17]

## Biens de l'abbaye
- Prieuré Beaurepaire de Somain.
- Prieuré Sainte-Gertrude d'Hertsberge.
- En 835, la terre de Wasquehal est cédée par Gisèle à l'abbaye[18].
- En 1145, l'autel de Chéreng puis en 1164 l'autel de Baisieux fut concédé à l'abbaye de Cysoing[19].
- En 1160, l'abbé Anselme cède, avec le consentement du chapitre, plusieurs champs environnant le prieuré de la Sainte-Vierge au Bois dit de Beaurepaire[20]
- En 1170, l'abbé de Cysoing cède à celui de Saint-Sauveur d'Anchin les dîmes et terrages à Auberchicourt, lesquels se levaient notamment sur une rasière devant le château (Castellum).
- À Lille, rue des Malades, existe un refuge de l'abbaye de Cysoing, attesté dès 1641[21]. Idem à Bruges et Tournai. Le refuge de Lille est cédé au domaine royal en 1669.

## Liste des abbés
La liste (non exhaustive) des abbés comporte théoriquement 46 noms,.

## Personnalités liées
- Évrard de Frioul, fondateur
- La princesse Gisèle (fille de Louis le Pieux) qui, avec son époux, a fondé l'abbaye.
- Louis Wartel (Dom Wartel)[27], poète né à Lille en 1721, chanoine régulier de l'abbaye, prévôt d'Hertsberghe. À ne pas confondre avec son frère Georges Wartel, par ailleurs chanoine de l'abbaye du Mont-Saint-Éloi.

## Bibliothèque
Une importante bibliothèque existait en l'abbaye en provenance de son fondateur.
À ce jour il subsiste[Où ?] :
- Aegidius Romanus, De Regimine Principum, XIVe siècle. Base de données Europeana